# كيمبريون

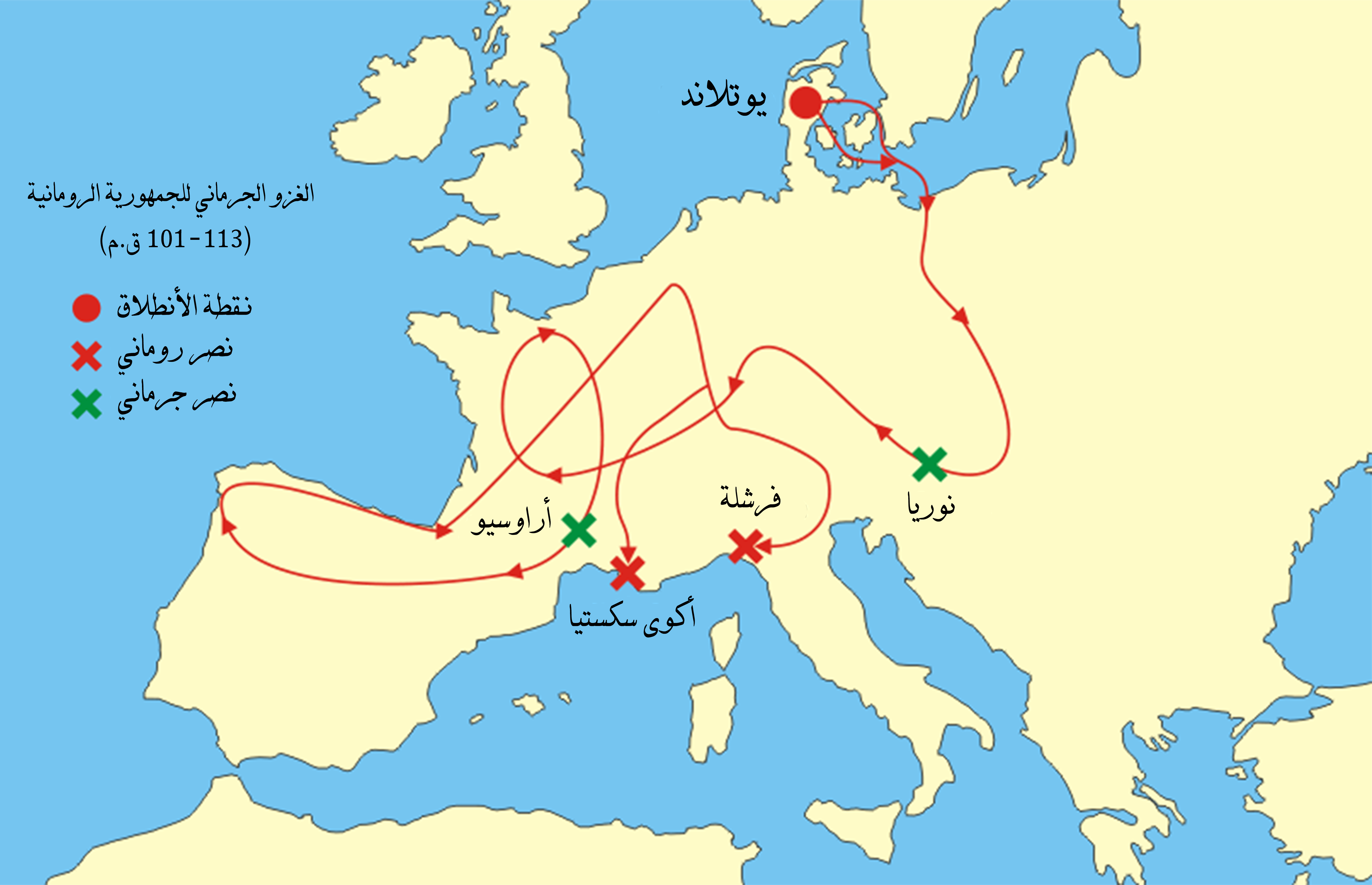
غزو الكيمبريون والتوتونيون على الجُمهورية الرومانية خلال الفترة (113-101 ق.م).

الكمبريون (باللاتينية: Cimbri، وباليونانية: Κίμβροι، Kímbroi)، هي قبيلة قديمة في أوروبا. وصفهم المؤرخون القدامى بطرق مختلفة، إذ اعتبرهم بعضهم شعوبًا كلتية، أو غالية، أو جرمانية، بل وحتى سيميرية. وتشير عدة مصادر قديمة إلى أنهم كانوا يعيشون في منطقة يوتلاند (الواقعة حاليًا في الدنمارك)، والتي كانت تُعرف في بعض النصوص الكلاسيكية باسم شبه جزيرة الكمبريين. لا توجد أدلة مباشرة على اللغة التي كانوا يتحدثون بها، إلا أن بعض الباحثين يرون أنهم كانوا يتحدثون لغة جرمانية، في حين يرى آخرون أنهم كانوا يتحدثون لغة كلتية.
تحالف الكمبريون مع قبيلتي التوتونيين والآمبرونيين في مواجهة الجمهورية الرومانية بين عامي 113 و101 قبل الميلاد، في ما يُعرف بـ الحرب الكمبريّة. وقد حقق الكمبريون في البداية انتصارات مهمة، لا سيما في معركة أوراسيو، التي أُبيد فيها جيش روماني كبير. بعد ذلك شنّوا غارات على مناطق واسعة في بلاد الغال وهسبانيا (إسبانيا حاليًا).
وفي عام 101 ق.م، حاول الكمبريون غزو شبه الجزيرة الإيطالية، لكنهم تعرضوا لهزيمة ساحقة في معركة فيرسيلاي على يد القائد غايوس ماريوس، وقُتل ملكهم بويرِكس في المعركة. وتشير بعض التقارير إلى أن عددًا من الأسرى الناجين من هذه الحرب كانوا من بين العبيد المتمردين في الحرب السيرفيلية الثالثة.